# فرد ألين (منافس ألعاب قوى)
فرد ألين (بالإنجليزية: Fred Allen)‏ هو منافس ألعاب قوى أمريكي، ولد في 22 ديسمبر 1890، وتوفي في 15 يناير 1964.

## وصلات خارجية
- فرد ألين على موقع أوليمبيديا (الإنجليزية)